# Protorthodes capsella
Protorthodes capsella là một loài bướm đêm trong họ Noctuidae.